# Файнлейб Олександр Маркович
Олександр Маркович Файнлейб (нар. 18 листопада 1955) — доктор хімічних наук, член-кореспондент НАН України, завідувач відділу термостійких полімерів та нанокомпозитів Інституту хімії високомолекулярних сполук НАН України

## Життєпис
Файнлейб О. М. народився 18 листопада 1955 р. у селищі Мирний Олов'янінського району Читинської області Росія, середню освіту здобув у 1973 р. у м. Сімферополь, Республіка Крим (Україна). У 1979 р. закінчив хімічний факультет Саратовського державного університету ім. М. Г. Чернишевського за спеціальністю «Хімія». У 1979—1981 р. працював інженером у Всесоюзному науково-дослідному інституті йодо-бромної промисловості у м. Саки. У 1982—1984 р. навчався в аспірантурі з відривом від виробництва при Інституті елементо-органічних сполук Академії наук СРСР, де у 1984 р. захистив кандидатську дисертацію за спеціальністю «Хімія високомолекулярних сполук». З 1985 р. працює в ІХВС НАН України на посадах старшого інженера, молодшого наукового співробітника, наукового співробітника, старшого наукового співробітника, провідного наукового співробітника. У 1996 р. він став доктором хімічних наук, 2005 р. обрано професором за спеціальністю «Хімія високомолекулярних сполук», а 2018 року — член-кореспондентом НАН України. З 2017 року є членом Національної ради України з питань розвитку науки і технологій.

## Науковий доробок
Наукова діяльність Файнлейба О. М. на першому етапі була пов'язана з синтезом і дослідженням термореактивних азотовмісних полімерів на основі мономерів та олігомерів з С-N- кратним зв'язком таких як ізоціанати, карбодііміди, ціанати, ізоціанурати, ціанурати, меламіни, ізомеламіни та їх кополімерів з епоксиолігомерами. На базі цих нових полімерних сполук розроблено полімерні композиційні матеріали: термостійкі клеї, компаунди, вугле-, скло-, органопластики та пінопласти. На другому етапі Файнлейб О. М. займається синтезом і дослідженням взаємопроникних полімерних сіток (ВПС) на основі триазинвмісних полімерних сіток. Синтезовано та досліджено гібридні полімерні сітки, ВПС і напів-ВПС на основі сітчастих поліціануратів, лінійних і сітчастих поліуретанів, лінійних олігоетерів, олігоестерів, каучуків з гідразидними, ацилгідразонними та ізоціанатними групами. Встановлено, що реактивні модифікатори хімічно взаємодіють з поліціануратною сіткою, яка формується, що веде до створення гібридних структур і синтезу прищеплених напів-ВПС і ВПС. Синтезовано нанокомпозити на основі поліціануратів, наповнених шаруватою глиною, монтморіллонітом, вуглецевими нанотрубками. При такій модифікації поліціанурати зберігають притаманну їм високу термостійкість і мають поліпшені фізико-механічні властивості. Розроблено декілька методів синтезу пористих поліціануратів, перспективних для використання як полімерні мембрани: синтез поліціануратної сітки, хімічно модифікованої полі-ε-капролактоном, з наступним гідролізом фрагментів вбудованого модифікатора і видаленням продуктів гідролізу з системи, синтез поліціанурату за наявності висококиплячого розчинника з наступною його заміною у сформованій сітці на низькокиплячий розчинник методом екстракції та видаленням останнього способом вакуумного сушіння, бомбардуванням тонких плівок поліціанурату α-частинками з наступним хімічним травленням отриманих треків.
Файнлейб О. М. створив наукову базу для реалізації утилізації полімерних відходів, яка ґрунтується на хімічних процесах. Суттєвий розвиток наукових основ реакційної компатибілізації компонентів взаємопроникних полімерних сіток (ВПС). Ним класифіковано термопласт / еластомерні композиції (термопластичні еластомери, ТЕП) як взаємопроникні полімерні системи і застосовано розвинуті для ВПС уявлення при синтезі ТЕП. Розроблено наукові принципи створення термоеластопластів на основі відходів поліолефінів і гум, що дуже важливо для збереження екологічної ситуації в Україні та для залучення у виробничу сферу відходів пластмас, автомобільних шин та інших гумо-технічних виробів.

## Список основних публікацій
Загальна кількість публікацій понад 550, включаючи дві книги, понад 180 розділів у монографіях, 53 патенти.

### Монографії
- 1. «Recent developments in polymer recycling», A. Fainleib, O. Grigoryeva, eds.; Transword Research Network, Kerala, India, 2011.
- 2. «Thermostable polycyanurates. Synthesis, modification, structure and properties», A. Fainleib, editor. Nova Science Publishers, New York, 2010.

### Розділи в книгах
- 1. Grigoryeva O., Fainleib A., Sergeeva L.M. Thermoplastic polyurethane elastomers in interpenetrating polymer networks, in: «Handbook of Condensation Thermoplastic Elastomers», editor S. Fakirov, WILEY-VCH, Germany, 2005, Chapter 12, p. 325—354.
- 2. Fainleib A., Grigoryeva O., Pissis P. Modification of Polycyanurates by Polyethers, Polyesters and Polyurethanes. Hybrid and Interpenetrating Polymer Networks, in «Focus on Natural and Synthetic Polymer Science», C. Vasile, G.E. Zaikov, editors. NOVA SCIENCE PUBLISHERS, New York, 2006, chapter 3, p. 49-84.
- 3. Fainleib А., Grigoryeva О., Martínez-Barrera G. Radiation induced functionalization of polyethylene and ground tire rubber for their reactive compatibilization in thermoplastic elastomers, in «Gamma Radiation Effects on Polymeric Materials and its Applications», C. E. Barrera-Diaz, G. Martinez-Barrera, editors. RESEARCH SIGNPOST, Kerala, India, 2009, p. 63-85.
- 4. Fainleib A. Synthesis, thermodynamics, kinetic peculiarities and structure-properties relationships for polycyanurate-polyurethane semi-interpenetrating polymer networks (semi-IPNs), in «Thermostable polycyanurates. Synthesis, modification, structure and properties». Nova Science Publishers, New York, 2010. Chapter 1, p.1-42.
- 5. Fainleib A., Bardash L., Boiteux G., Grigoryeva O. Thermosetting Cyanate Ester Resins Filled with CNTs. In «Advances in progressive thermoplastic and thermosetting polymers, perspectives and applications» (Ye. Mamunya, and M. Iurzhenko, editors), Tehnopress editura, Iasi, Romania, 2012, Chapter 10, p. 379—424.
- 6. Fainleib A., Grigoryeva O., Youssef B., J.M. Saiter. Utilization of tire rubber and recycled polyolefins into thermoplastic elastomers, in "Recent developments in polymer recycling. A. Fainleib, O. Grigoryeva, editors. Transword Research Network, Kerala, India, 2011. Chapter 1, p. 1-46.

### Статті
Профіль Файнлейба О. М. в Scopus [Архівовано 15 березня 2022 у Wayback Machine.]
- 1. Maroulas, P., Kripotou, S., Pissis, P., Fainleib, A., Bei, I., Bershtein, V., Gomza, Y. (2009) J. Comp. Mat., 43 (9), pp. 943—958.
- 2. Bershtein, V.A., Fainleib, A.M., Pissis, P., Bei, I.M., Dalmas, F., Egorova, L.M., Gomza, Y.P., Kripotou, S., Maroulos, P., Yakushev, P.N. (2008) J. Macromol. Sci., Part B: Physics, 47 (3), pp. 555—575.
- 3. Grigoryeva, O.P., Fainleib, A.M., Tolstov, A.L., Starostenko, O.M., Lievana, E., Karger-Kocsis, J. (2005) J. Appl. Polym. Sci., 95 (3), pp. 659—671.
- 4. Grigoryeva, O., Fainleib, A., Starostenko, O., Tolstov, A., Brostow, W. (2004) Polym. Int., 53 (11), pp. 1693—1703.
- 5. Grigoryeva, O., Fainleib, A., Starostenko, O., Danilenko, I., Kozak, N., Dudarenko, G. (2004) Rub. Chem. Tech., 77 (1), pp. 131—146.
- 6. Pissis, P., Georgoussis, G., Bershtein, V.A., Neagu, E., Fainleib, A.M. (2002) J. Non-Cryst. Solids, 305 (1-3), pp. 150—158.
- 7. Fainleib, A., Kozak, N., Grigoryeva, O., Nizelskii, Yu., Grytsenko, V., Pissis, P., Boiteux, G. (2002) Polym. Degr. Stab., 76 (3), pp. 393—399.
- 8. Fainleib, A.M., Hourston, D.J., Grigoryeva, O.P., Shantalii, T.A., Sergeeva, L.M. (2001) Polymer, 42 (20), pp. 8361-8372.
- 9. Georgoussis, G., Kyritsis, A., Bershtein, V.A., Fainleib, A.M., Pissis, P. (2000) J. Polym. Sci., Part B: Polymer Physics, 38 (23), pp. 3070-3087.
- 10. Balta Calleja, F.J., Privalko, E.G., Sukhorukov, D.I., Fainleib, A.M., Sergeeva, L.M., Shantalii, T.A., Shtompel, V.I., Monleon Pradas, M., Gallego Ferrer, G., Privalko, V.P. (2000) Polymer, 41 (12), pp. 4699-4707.

### Патенти
Список патентів в базі uapatents.com [Архівовано 30 вересня 2021 у Wayback Machine.]
- 1. Файнлейб О. М., Григор'єва О. П., Даніленко І. Ю. Епоксидне в'яжуче для скло- і вуглепластика Номер патенту: 104821 Опубліковано: 11.03.2014
- 2. Колесник Д. Ю., Сахно В. І., Файнлейб О. М. Спосіб радіаційно-хімічної гідрофобізації цементного каменю Номер патенту: 93328 Опубліковано: 25.01.2011
- 3. Файнлейб О. М., Даніленко І. Ю., Бей І. М., Григор'єва О. П. Спосіб отримання модифікованого поліціанурату Номер патенту: 53556 Опубліковано: 11.10.2010
- 4. Лавренюк Н. С., Гусакова К. Г., Файнлейб О. М., Даніленко І. Ю. Спосіб отримання теплостійкої полімерної композиції Номер патенту: 111694 Опубліковано: 25.05.2016
- 5. Файнлейб О. М., Даниленко І. Ю., Григор'єва О. П., Старостенко О. М., Мельничук О. Г., Андрєєв О. В., Петропольський В. С., Гайдукова С. М. ВУГЛЕПЛАСТИК З ПРЕПРЕГУ НА ОСНОВІ ЕПОКСИДНОГО ЗВ'ЯЗУЮЧОГО Номер патенту: 145163 Опубліковано 25.11.2020
- 6. Файнлейб О. М.; Гусакова К. Г.; Мельничук О. Г.; Григор'єва О. П., Старостенко О. М.; Даниленко І. Ю. СПОСІБ ОТРИМАННЯ СІТЧАСТИХ ПОЛІМЕРІВ Номер патенту: 127558 Опубліковано 10.08.2018